# 潘耀傑
潘耀傑（1993年4月21日—）為台灣棒球選手，目前效力於中華職棒Lamigo桃猿，守備位置為內野手。於2017年季中選秀中被落選被Lamigo桃猿以自主培訓選手簽約。

## 經歷
- 臺北市萬華區東園國民小學少棒隊
- 台北市大理中學青少棒隊
- 臺中市國立中興大學附屬臺中高級農業職業學校青棒隊
- 桃園市國立體育大學（台灣啤酒）
- 台中市威達超舜棒球隊（2012年）
- 中華職棒Lamigo桃猿自主培訓選手（2017年8月18日-2019年2月22日）
- 中華職棒Lamigo桃猿（2019年2月23日-2019年11月30日）

## 職棒生涯成績
| 年度 | 球隊       | 出賽 | 打數 | 安打 | 全壘打 | 打點 | 盜壘 | 四死 | 三振 | 壘打數 | 雙殺打 | 打擊率 | 上壘率 | 長打率 | OPS |
| ---- | ---------- | ---- | ---- | ---- | ------ | ---- | ---- | ---- | ---- | ------ | ------ | ------ | ------ | ------ | --- |
| 2018 | Lamigo桃猿 | －   | －   | －   | －     | －   | －   | －   | －   | －     | －     | －     | －     | －     | －  |
| 合計 | 1年        | －   | －   | －   | －     | －   | －   | －   | －   | －     | －     | －     | －     | －     | －  |

## 外部連結
- 潘耀傑在台灣棒球維基館上的頁面（繁體中文）
- 球員資訊和成績在中華職棒官網（中文）